# Висково
Висково (рос. Висково) — присілок в Сухиницькому районі Калузької області Російської Федерації.
Населення становить 1 особу. Входить до складу муніципального утворення Присілок Суботники.

## Історія
Від 2004 року входить до складу муніципального утворення Присілок Суботники

## Населення
| 2002 | 2010 |
| ---- | ---- |
| 5    | ↘1   |